# Exallonyx trifoveatus
Exallonyx trifoveatus är en liten svartstekel som beskrevs 1908 av Jean-Jacques Kieffer. Arten ingår i släktet Exallonyx och familjen Proctotrupidae. Arten är reproducerande i Sverige. Inga underarter finns listade i Catalogue of Life.